# Diplacina hippolyte
Diplacina hippolyte – gatunek ważki z rodziny ważkowatych (Libellulidae).